# Centro de Informática da Universidade Federal de Pernambuco
O Centro de Informática (CIn) é a unidade acadêmica responsável pelos cursos de graduação em ciência da computação, engenharia da computação e sistemas de informação, além dos cursos de pós-graduação em ciência da computação na Universidade Federal de Pernambuco. O CIn é um dos sete centros de pesquisa em computação no Brasil classificados com nota máxima pela CAPES.
Em 1974 foi criado o Departamento de Estatística e Informática, oferecendo bacharelado e pós-graduação em ciência da computação. Em 1983, separou-se de estatística, na forma do Departamento de Informática do Centro de Ciências Exatas e da Natureza, até receber o nível de centro acadêmico em 1999.
O CIn teve papel fundamental na fundação do Porto Digital no Recife, tanto por ser a principal instituição de ensino na área de computação na cidade, quanto por ter sido o local de origem de alguns de seus fundadores.
Além de contar com uma unidade do Porto Digital, o CIn possui diversas parcerias com a iniciativa privada, com destaque para Fiat Chrysler Automobiles, Motorola e Samsung.

## Cursos

### Ciência da Computação
O curso de bacharelado em ciência da computação foi criado em 1974, junto com a pós-graduação. Atualmente oferece 100 vagas por ano (50 por semestre), com duração de quatro anos e meio.

### Engenharia da Computação
Em 2002, a UFPE iniciou o curso de engenharia da computação, uma parceria do CIn com o Departamento de Eletrônica e Sistemas (DES) do Centro de Tecnologia e Geociências da universidade. O curso tem duração de 5 anos.

### Sistemas de Informação
Desde o segundo semestre de 2010, o Centro de Informática passou a oferecer o curso de Sistemas de Informação. Este curso prova de conhecimentos computacionais envolvidos com questões práticas de administração e gerenciamento.

### Inteligência Artificial
No primeiro semestre do ano de 2025, o Centro de Informática passou a oferecer o curso de Bacharelado em Inteligência Artificial, com a liderança de pesquisa em IA e a criação do primeiro grupo de pesquisa do Brasil na área, o CIn.Ai.